# Bulolia excentrica
Bulolia excentrica är en spindelart som beskrevs av Zabka 1996. Bulolia excentrica ingår i släktet Bulolia och familjen hoppspindlar. Inga underarter finns listade.